# Hugo von Digne
Hugo von Digne, oder auch von Barjols genannt (franz.: Hugues de Digne, ital.: Ugo di Digne; † 1256), war ein prominenter Vertreter der Spiritualen im Orden der Franziskaner.
Hugo war ein Sohn des Kaufmannes Berengar aus Digne in der Provence, seine Schwester war die heilige Douceline, deren Beichtvater er zugleich war. Ebenso wie der mit ihm befreundete Ordensgeneral Johannes von Parma gehörte er zu den Anhängern der millenaristischen Ideen des Joachim von Fiore, der einst die Herrschaft des „ewigen Evangeliums“ (Apokalypse) prophezeit hatte. Im Ordensamt des minister provinciae sorgte er für ihre schnelle Verbreitung unter seinen Mitbrüdern in der Provence. Als Voraussetzung paradiesischer Verhältnisse auf Erden betrachtete er die Verwirklichung eines dauerhaften Zustandes von Frieden und Gerechtigkeit.
1248 wurde Hugo im Franziskanerkonvent von Hyères von seinem Mitbruder Salimbene von Parma besucht, der ihm in seiner Chronik schwärmerische Passagen widmete. Vor allem konnte Hugo den Chronisten mit seinem Predigten begeistern, welche er mit einer Stimme kraftvoll wie ein „Trompetenschall“ vortrug. Am 10. Juli 1254 wohnte König Ludwig IX. in Hyères einer seiner Predigten bei, nachdem er wenige Tage zuvor auf seiner Rückreise vom Kreuzzug an der Küste der Provence an Land gegangen war. Hugo lehnte darauf ein Angebot des Königs ab, sich dessen Gefolge anzuschließen. Auf einem Vorschlag Joinvilles hin versuchte der König ihn ein zweites Mal umzustimmen, was Hugo aber erneut zurückwies und die königliche Gesellschaft lediglich für einen Tag mit seiner Anwesenheit beehrte.
In Reaktion auf die provokante Schrift des Gerhard von Borgo San Donnino verurteilte Papst Alexander IV. im Jahr 1255 die Thesen des Joachim von Fiore. Hugo starb zu Beginn des Jahres 1256, noch bevor er selbst wegen seiner Anhängerschaft zu den „Joachiten“ verfolgt werden konnte. Er wurde neben seiner Schwester in der Franziskanerkirche von Marseille bestattet, wo seine Verehrer zahlreiche Wunder vermeldeten, eine Heiligsprechung Hugos blieb jedoch aus. Unter den Franziskanern blieb er in hohem Ansehen, Bonaventura machte sich offen große Teile des von Hugo um 1252 verfassten Kommentars zur franziskanischen Ordensregel zu eigen.